# IceHawks de l'Adirondack
Les IceHawks de l'Adirondack sont une ancienne franchise professionnelle de hockey sur glace en Amérique du Nord qui évolue dans l'United Hockey League. L'équipe était basée à Glens Falls dans l'État de New York.

## Historique
La franchise est créée en 1999. Elle évolue cinq saisons en United Hockey League avant d'être renommée Frostbite de Adirondack en 2004. 

### Saisons après saisons
Note: PJ : parties jouées, V : victoires, D : défaites, N : matchs nuls, DP : défaite en prolongation, DF : défaite en fusillade, Pts : Points, BP : buts pour, BC : buts contre, Pun : minutes de pénalité
| Saison    | PJ | V  | D  | N | DP | DF | Pts | Classement                | Séries éliminatoires      |
| --------- | -- | -- | -- | - | -- | -- | --- | ------------------------- | ------------------------- |
| 2003-2004 | 76 | 22 | 44 | - | 10 | -  | 54  | 5e place, division est    | Ne participe pas          |
| 2002-2003 | 76 | 44 | 28 | - | 4  | -  | 92  | 2e place, division est    | Défaite en première ronde |
| 2001-2002 | 74 | 37 | 31 | - | 6  | -  | 80  | 3e place, division UHLE   | Défaite en première ronde |
| 2000-2001 | 74 | 40 | 28 | - | 6  | -  | 86  | 1 e place, division UHLNE | Défaite en seconde ronde  |
| 1999-2000 | 74 | 28 | 34 | - | 12 | -  | 68  | 4e place, division UHLE   | Défaite en première ronde |